# Vườn quốc gia Pali-Aike
Vườn quốc gia Pali-Aike là một vườn quốc gia nằm ở khu vực Magellan, thuộc Patagonia của Chile. Pali-Aike là một cái tên trong tiếng Tehuelche có nghĩa là Desolate Place (Nơi hoang vu). Được thành lập vào năm 1970, nó có diện tích tự nhiên khoảng 50 km2 (19 dặm vuông Anh), bao gồm một phần của Vành đai núi lửa Pali-Aike, là các núi lửa hình thành từ Pleistocen. Tên của vườn quốc gia được lấy từ tên của ngọn núi lửa nổi tiếng tại đây, miệng núi lửa Pali Aike. Đây cũng là một khu vực khảo cổ với rất nhiều những hộp sọ thời tiền sử quanh miệng núi lửa Pali Aike.